# 모하메드 알데아예아
모하메드 압둘라지즈 알데아예아(아랍어: محمد عبد العزيز الدعيع, Mohamed Abdullaziz Al-Deayea, 1972년 8월 2일 ~ )는 사우디아라비아의 전직 축구 선수로서, 선수 시절 포지션은 골키퍼이다.

## 축구인 경력

### 선수 경력
당초 핸드볼 선수로 스포츠 선수 생활을 시작한 알데아예아는 그의 형인 압둘라 알데아예아와 팀의 설득으로 축구 선수로 전향하였다. 과거 사우디아라비아 대표팀에서 뛰는 동안 2번의 AFC 아시안컵 우승을 이끌었던 압둘라의 존재로 인한 압박감 속에 축구를 시작했으며 압둘라가 활약하던 알타이에서 선수 생활을 시작하였다. 1999년 사우디의 명문 클럽 알힐랄로 이적했고 2010년 현역 은퇴할 때까지 4번의 리그 우승과 7번의 컵 대회 우승을 팀에 안겼다.

### 국가대표 경력
1993년 사우디아라비아 대표팀에 데뷔하면서부터 2006년 대표팀에서 은퇴할 때까지 A매치 178경기에 출전했으며 FIFA 센추리 클럽 가입은 물론 남자 축구 선수로는 당시 가장 많은 A매치 출전 기록을 세웠다. 다만 2002년 FIFA 월드컵 E조 조별리그에서 이 대회 준우승국인 독일에게 8골을 내주는 등 무려 12골을 얻어맞았다.

## 수상

#### 알타이
- 사우디 2부 리그 : 1994-95

#### 알힐랄
- 사우디 리그 : 2001–02, 2004–05, 2007–08, 2009–10
- 크라운 프린스 컵 : 1999–2000, 2003, 2004–05, 2005–06, 2007–08, 2008–09, 2009–10
- 파운더스 컵 : 1999-2000
- AFC 챔피언스리그 : 1999-2000
- 아시아 컵위너스컵 : 2001-02
- 아시아 슈퍼컵 : 2000
- 아랍 컵위너스컵 : 2000
- 아랍 슈퍼컵 : 2001

#### 사우디아라비아
- AFC 아시안컵 : 1996
- 걸프컵 : 1994, 2003
- FIFA U-17 월드컵 : 1989
- 아랍 네이션스컵 : 1998
- 이슬람 연대 대회 : 2005

### 개인
- 아시안컵 최우수 골키퍼 : 1996, 2000
- 걸프컵 최우수 골키퍼 : 1998, 2002
- GCC 챔피언스리그 최우수 골키퍼 : 2000
- 아랍 챔피언스리그 최우수 골키퍼 : 2001
- 아시아 컵위너스컵 최우수 골키퍼 : 2002
- IFFHS 20세기 아시아 최우수 골키퍼 : 1999
- IFFHS 아시아 역대 베스트 : 2021
- AFC 아시아 올스타 : 2000
- AFC 아시안컵 역대 베스트 : 2023
- FIFA 월드컵 아시아 역대 베스트 : 2020

## 같이 보기
- A매치 100경기 이상 출전한 축구 선수 명단